# جون جيمس بيرسون
جون جيمس بيرسون (بالإنجليزية: John James Pearson)‏ هو قاضي ومحامي وسياسي أمريكي، ولد في 25 أكتوبر 1800، وتوفي في 30 مايو 1888 في هاريسبرج في الولايات المتحدة. انتخب عضو مجلس ولاية بنسيلفانيا وانتخب عضو مجلس النواب الأمريكي.